# كارلوس كارينيو
كارلوس كارينيو (بالإسبانية: Carlos Carreño)‏ (19 أبريل 1973 في إسبانيا - ) هو لاعب كرة طائرة إسبانيا. شارك في الألعاب الأولمبية الصيفية 2000.

## وصلات خارجية
- كارلوس كارينيو على موقع أوليمبيديا (الإنجليزية)